# Passiflora moluccana
Passiflora moluccana är en passionsblomsväxtart som beskrevs av Caspar Georg Carl Reinwardt. Passiflora moluccana ingår i släktet passionsblommor, och familjen passionsblomsväxter. Utöver nominatformen finns också underarten P. m. teysmanniana.